# Петраш, Юрий Григорьевич
Ю́рий Григо́рьевич Петра́ш (7 ноября 1930, станица Самсоновка, Казакская АССР, СССР (ныне аул Куренбель Жамбыльской области Казахстана) — 1 мая 2013, Обнинск, Калужская область, Российская Федерация) — советский и российский исламовед и философ. Доктор философских наук (1990), профессор (1992). Заведующий (1971—1972), затем преподаватель кафедры философии и социальных наук Обнинского института атомной энергетики. Участник Второй мировой войны, сын полка; участник битвы за Москву. Почётный гражданин города Обнинска. По мировоззрению был атеистом, отличался резко выраженным атеистическим настроем — главным образом, в отношении ислама.

## Биография
Юрий Петраш родился в станице Самсоновка Казакской АССР. По отцовской линии — донской казак (дед — участник Первой мировой войны Калина Антонович Петраш), по материнской — семиреченский казак. Оба деда-казака Юрия Петраша были репрессированы.
Сбежав на фронт начавшейся на территории СССР Второй мировой войны, сын полка Юрий Петраш стал участником битвы за Москву и оказался в окружении под Ржевом, где был разведчиком. За разведдеятельность был награждён медалью «За отвагу». В 1942—1943 годах на Южном фронте служил санитаром фронтового госпиталя и получил на Донбассе контузию. После этого был отправлен на работу в колхоз Казахстана и продолжил учёбу.
После окончания философского факультета Алма-Атинского университета был распределён по комсомольской путёвке в Ошский государственный педагогический институт в Киргизии, где в 1961—1971 годах заведовал кафедрой философии.
В Оше создал школу бокса и существенно расширил деятельность комсомольской организации. Там же занимался изучением ислама и восточных языков, и впервые начал вести целенаправленную борьбу с исламом, пережив три покушения. Научная работа по проблемам ислама в Ферганской долине привлекла внимание Института философии АН СССР, и Петраш был зачислен в аспирантуру института, где в 1962 году защитил диссертацию на соискание учёной степени кандидата философских наук по теме «Причины существования и пути преодоления пережитков ислама (По материалам юга Киргизской ССР)».
В 1971 году переехал в Обнинск Калужской области, где в 1971—1972 годах заведовал кафедрой марксизма-ленинизма в Обнинском филиале Московского инженерно-физического института (с 1985 года — Обнинский институт атомной энергетики) и затем работал доцентом кафедры. В 1990 году в Киеве защитил диссертацию на соискание учёной степени доктора философских наук по теме «Социально-мировоззренческая сущность идеи святости, культа святых в исламе и его проявления в современных условиях (регион Средней Азии)». С 1992 года был профессором кафедры философии и социальных наук Обнинского института атомной энергетики (ИАТЭ).
Умер 1 мая 2013 года.

### Критика
Кандидат философских наук, доктор исторических наук, религиовед и культуролог В. Л. Огудин отмечал:

Темы пережитков домусульманских культов в Киргизии касался Ю. Г. Петраш (1963). В своей статье, посвящённой этой теме, он сообщил о почитаемой пещере Сары-колот и священных кустах, и тополе мазара Мойыл, и водопаде Обишир-Ата, находящихся в разных местах Ферганской долины. Впоследствии Ю. Г. Петраш стал одним из самых бескомпромиссных борцов с культом святых. Например, в своей книжечке, вышедшей в 1988 году, явно выполняя заказ местных партийных органов, которым святая гора Тахти-Сулейман явно мешала строить светлое будущее, он выдавал цитаты, так и просящиеся на лозунги: «Много у ошан бывает гостей из Узбекистана. К сожалению, наслушавшись всякого рода легенд, многие почитают за свой мусульманский долг заодно поклониться Сулейман-горе. Так что пусть узнают научную правду об этой „святыне“, чтобы их пребывание гостями в Оше не оборачивалось паломничеством — этим глубоко вредным пережитком прошлого. Ошибочные представления сошедших в могилу поколений не должны тяготеть над умами и чувствами советских людей — сознательных и активных участников преобразований на пути к коммунистическому обществу».

Кандидат исторических наук, доцент и заведующий кафедрой археологии и этнографии Ошского государственного университета К. Ж. Малтаев отмечал, что «в изучении культово-религиозной горы Сулайман-Тоо особняком стоит и книга Ю. Г. Петраша „Гора легенда (Ф., 1991)“», которая «написана с точки зрения воинствующего атеизма и исторического материализма». Также он указывает на то, что «некоторые важные и правильные выводы не имеют фактического и источниковедческого обоснования».
Доктор исторических наук, ведущий научный сотрудник Отдела Кавказа Института этнологии и антропологии РАН имени Н. Н. Миклухо-Маклая A. О. Булатов отмечал:

В советское время культ горы Тахти-Сулейман постоянно подвергался самой беспощадной критике. Если о ней и упоминали в газета, так только в уничижительном смысле. Особенно бескомпромиссным борцом с культом святых стал Ю. Г. Петраш. Его книжечка вышедшая в 1988 году (автор выполнял заказ местных партийных органов, которым святая гора явно мешала строить «светлое будущее»), пестрит цитатами так и просящимися на лозунги и транспаранты: «Много у ошан бывает гостей из Узбекистана. К сожалению наслушавшись всякого рода легенд, многие почитают за свой „мусульманский долг“» заодно поклониться Сулейман-горе. Так что пусть узнают научную правду об этой «святыне», чтобы их пребывание гостями в Оше не оборачивалось паломничеством — этим глубоко вредным пережитком прошлого… Ошибочные представления сошедших в могилу поколений не должны тяготеть над умами и чувствами советских людей — сознательных и активных участников преобразований на пути к коммунистическому обществу.

Доктор философских наук, профессор В. Х. Акаев и старший преподаватель кафедры философии Грозненского государственного нефтяного технического университета А. Б. Дохаева отождествили оценки Корана Петрашем с теми, что были сделаны нидерландским политиком Гертом Вильдерсом, отмечая что «Ю. Г. Петраш источник терроризма находит в Коране» и что в своей книге «Ислам: происхождение, вероучение, современность» пишет, что «очевидно — и это невозможно отрицать — терроризм сросся с исламистской религиозной мотивацией».
Также они обращают внимание на то, что «описывая деяния бандитов, констатирует, что „эти нелюди защищали принципы джихада в соответствии с предписаниями Корана“» и он приводит в качестве доказательства «из 9 суры неполное содержание 5 аята: „Избивайте многобожников <равно прочих немусульман>, где их найдёте, захватывайте их, осаждайте, устраивайте засаду против них во всяком скрытом месте!“». Акаев и Дохаев в связи с этим указывают, что у данного коранического стиха есть начало «А когда кончатся месяцы запретные…», и концовка: «Если они <многобожники> обратились и выполняли молитву и давали очищение, то освободите им дорогу: ведь Аллах — прощающий милосердный!», которые Петраш опустил.
Они высказывают мнение, что отождествление «многобожников» и «прочих немусульман» сделанное Петрашем «является намеренным искажением содержания положения Корана». Далее они отмечают, что автор не принял во внимание предшествующий 4 аят Ат-Тавбы, где «от мусульман требуется соблюдение договора с многобожниками», а также замечают. что этой же суре в 6 аяте сказано следующее: «А если кто-нибудь из многобожников просил у тебя убежища, то приюти его, пока он не услышал слова Аллаха. Потом доставь его в безопасное для него место. Это — потому, что они — люди, которые не знают». По мнению Акаева и Дохаевой, Петрашу "игнорирование этих положений было нужно, чтобы заявить: «Вот и захватывают, осаждают, избивают. И не требуется большой мудрости, чтобы в соответствии с жестокой правдивой прямо и честно сказать миру: до тех пор, пока Коран будет признаваться „истинным словом Аллаха“, его аяты, содержащие мораль средневековых мусульманских феодалов, будут вдохновлять „на подвиги“ воинствующих экстремистов»". В связи с этим они высказывают мнение, что «ни один здравомыслящий человек не может согласиться с такой оценкой Корана», а «заявление Ю. Г. Петраша, не разобравшегося в основах ислама, означает оскорбление религиозных мусульман, проявление осознанной ненависти к исламу»..

## Награды и звания
- Медаль «За отвагу»[5]
- Почётный гражданин города Обнинска[14]